# Vonarje
Vonarje – wieś w Słowenii, w gminie Podčetrtek. W 2018 roku liczyła 89 mieszkańców.